# Тараса (село)
Тараса́ — село в Боханском районе Иркутской области России. Административный центр Тарасинского муниципального образования. 

## География
Находится на Александровском тракте, на левом берегу реки Тарасы (левый приток Иды), в 10 км к югу от райцентра, посёлка Бохан, в 110 км к северу от Иркутска.

## Население
| 2002 | 2010  | 2011  | 2012  |
| ---- | ----- | ----- | ----- |
| 1254 | ↘1220 | →1220 | ↘1198 |

По данным Всероссийской переписи, в 2010 году в селе проживало 1220 человек (571 мужчина и 649 женщин).

## Инфраструктура
Средняя общеобразовательная школа, детский сад, Дом культуры, библиотека, фельдшерско-акушерский пункт, почтовое отделение, сельскохозяйственные и деревоперерабатывающие предприятия.

## Происхождение названия
Согласно первой версии, название происходит от имени проживавшего здесь ранее человека Тараса.
Некоторые связывают данный топоним со словом тарасун — национальная молочная водка. Есть данные, что ранее в Тарасе в больших количествах производился данный напиток.
Наиболее вероятна третья версия, согласно которой название происходит от бурятского тараха — «распределяться», «расходиться». Ранее долина, в которой располагается село, являлась перевалочным пунктом для кочевников-бурят, искавших плодородные земли. Согласно данной версии, когда буряты, идя вдоль реки, подходили к этой долине, они делали выбор, куда двигаться дальше: в сторону Шаралдая или в сторону Осы. В районе долины они останавливались для отдыха.

## История
Село Тараса условно разделяется на три части: верхнюю, среднюю и нижнюю. Ранее это были отдельные населённые пункты (бурятские улусы), позже объединившиеся в одно село.
Развитию и увеличению численности населения в населённом пункте способствует его благоприятное географическое положение.
В 1980-е годы в населённом пункте были возведены несколько микрорайонов благоустроенных жилых домов, снабжённых центральным отоплением, холодной водой. Однако позже котельная была закрыта, в настоящий момент в домах установлены электробойлеры, в других отопление печное.
Есть данные, что в 1903 году в селе была открыта школа. Одна из главных особенностей Тарасинской школы — сохранение трех национальных культур. При школе работают три образовательных центра: русский, бурятский и татарский. Дети изучают традиции, разучивают национальные танцы, занимаются фольклором, декоративно-прикладным искусством, ведут исследовательскую работу.
Посильную помощь оказывают меценаты — бывшие ученики школы. Традиционно на последний звонок они учреждают несколько премий, которые вручают лучшему спортсмену, лучшему выпускнику школы, лучшему ученику и учителю года (I, II, III степени), классу-победителю. Последние, как правило, награждаются поездкой на Братское водохранилище, в местечко «Золотые пески». Все получают именные ленты, подарки и денежные премии. В школе расположен краеведческий музей, в котором представлена история Тарасы, местного колхоза, а также рассказывается о выдающихся людях — выходцах села.

## Топонимика и легенды окрестностей села
В окрестностях села располагается урочище Эреэгшэ Унеэтэ, название которого переводится с бурятского как «пестрая корова». Согласно легенде, 

один раз здесь останавливались со своим скотом потомки бурятского рода Шаралдай. И когда они ушли, одна корова осталась. Паслась она здесь очень долгое время. И когда кого-то в то время спрашивали, где он был, тот махал в ту сторону рукой и говорил: «Там, где пасется пестрая корова». С тех пор за местом и закрепилось это название.
В действительности, происхождение названия, скорей всего, связано с физико-географическими характеристиками данной местности.
Также недалеко от Тарасы, в тайге находится урочище Того Нэрэшэ, «место для выгонки тарасуна». Не знающим людям найти это место достаточно трудно. В этом урочище расположен холодный ключ. Предположительно, его вода обладает целебными свойствами, в частности лечит болезни глаз. Местные жители использовали это место для выгонки тарасуна, так как в присутствии холодной воды этот процесс проходит более активно. Особенно часто это происходило во времена сухого закона. Местные жители распределялись в порядке очереди, кто следующим поедет в урочище гнать напиток. Ни одного из них не удалось привлечь к уголовной ответственности. С тех времён и закрепилось за данным урочищем название Того Нэрэшэ.
Ещё одним примечательным местом является урочище Азарга (в переводе с бурятского «жеребец»). Существуют данные, что до Октябрьской революции в селе проживал преступник-конокрад, который воровал жеребцов на территории многих районов Иркутской области и держал их в загоне, который располагался в тайге в укромном месте (сейчас это урочище Азарга). Однако, его случайно обнаружили местные жители. По слухам, там обнаружили целый табун крепких, сильных, отборных жеребцов.